# Millemilioni
Millemilioni è stata una trasmissione televisiva della Rete 2 condotta da Raffaella Carrà, andata in onda per una sola stagione alle 20.40, dall'8 marzo 1981 al 12 aprile 1981 in 5 puntate.

## Il programma
Nel periodo che va dal 1978 al 1980 la Carrà cura maggiormente la sua carriera di cantante riuscendo a conquistare il mercato europeo, giapponese e soprattutto quello sudamericano dove diventa un vero fenomeno popolare. Di conseguenza arrivano delle proposte per realizzare alcuni special da parte di diverse televisioni, tra cui quella inglese e quella russa. L'Unione Sovietica, alla fine del 1979, aveva richiesto alla Rai di realizzare un programma musicale con Raffaella che in quel periodo era in Argentina impegnata in tour e per le riprese del film "Barbara". Si pensò quindi di coinvolgere anche altri paesi in cui la soubrette godeva di grande popolarità. Nasce quindi l'idea di realizzare cinque speciali, ognuno dei quali girato in una diversa capitale: Buenos Aires, Città del Messico, Londra, Roma e Mosca. Si può quindi considerare il programma come uno dei primi esperimenti di coproduzione televisiva internazionale. Le televisioni coinvolte oltre alla Rai furono la ATC (Argentina), Canal 13 (attuale TV Azteca Messico), ITC (Inghilterra), e TSS (Russia). Il programma fu realizzato tra il marzo e il novembre del 1980 per essere poi trasmesso dopo vari rinvii nel marzo dell'anno successivo.

## Struttura delle puntate
Millemilioni verteva principalmente sulle esibizioni musicali della cantante. La maggior parte dei brani presentati era tratta dall'album Mi spendo tutto.
La sigla iniziale era Mi spendo tutto, mentre quella finale Io non vivo senza te.  
In ogni puntata si parte dalla presentazione del Paese visitato con Raffaella insieme al pupazzo disegnato da Sandro Lodolo, a cui presta la voce Gino Pagnani, e che ogni settimana è vestito e chiamato secondo il costume locale; quindi si prosegue con una panoramica della città di carattere generale, fino ad arrivare agli angoli meno conosciuti e più caratteristici. Ogni puntata è dedicata ad una nazione e Raffaella, oltre che a dare un quadro generale degli usi e dei costumi del posto, canta e balla soprattutto per le strade, tra i monumenti della capitale e nei luoghi più impensati coinvolgendo spesso la gente comune del posto.
Numerose sono le esibizioni proposte, filmate con uno stile che richiama quelli dei videoclip, in forte diffusione in quegli anni; tra le tante spiccano Rumore, in una discoteca londinese e dentro una grotta messicana, Amicoamante su di un ring, Pedro in un luna park e tra i vicoli Buenos Aires, In the city su un ponte, Yo no se vivir sin ti in un teatro, Roma non far la stupida stasera ai bordi di una fontana, Ratataplan su di una barca, Latino su di un elicottero, Buen Amor in un bazar, 0303456 in un circo, Volare sulla pista di un aeroporto e perfino sopra le ali di un aereo. L'idea è quella di eseguire i balletti e cantare le canzoni nei luoghi caratteristici di queste capitali facendole conoscere al pubblico televisivo, non ancora globalizzato, attraverso la sua musica e lo spettacolo, posti e luoghi mai visti. Nelle successive repliche del programma verranno tagliati i video di Volare e Ciak per il contenuto di loghi pubblicitari.

## Puntate
| Puntata | Luogo             | Sigla di testa  | Esibizioni di Raffaella Carrà                                                                                               | Sigla finale         |
| ------- | ----------------- | --------------- | --- | -------------------- |
| 1       | Buenos Aires      | Mi spendo tutto | In the City, Mañana, Ciak, Yo no se vivir sin ti, A media luz, Pedro, Fiesta, Buen Amor, Vuelve                             | Io non vivo senza te |
| 2       | Mosca             | Mi spendo tutto | Fiesta, A far l'amore comincia tu, E salutala per me, Antoshka, Pedro, Maria Marì, 0303456, Torna da me, Balletto Star Wars | Io non vivo senza te |
| 3       | Città del Messico | Mi spendo tutto | Latino, Hay que venir al sur, Buen amor, Balletto Can-can, Rumore, Pedro, No le hagas lo que a mi, Maria Marì               | Io non vivo senza te |
| 4       | Roma              | Mi spendo tutto | | Io non vivo senza te |
| 5       | Londra            | Mi spendo tutto | | Io non vivo senza te |

## Cast tecnico
Regia, testi e coreografie: Gino Landi
Scenografia: Cesarini da Senigallia
Costumi: Luca Sabatelli
Orchestra: Paolo Ormi
Primo ballerino e assistente coreografo: Sergio Japino